# Rüdiger Volhard
Rüdiger Volhard (* 24. September 1931 in Frankfurt am Main; † 8. Oktober 2023) war ein Rechtsanwalt und Notar sowie Mäzen aus Frankfurt am Main.

## Leben
Rüdiger Volhard war der Sohn des Archäologen Ewald Volhard, der in jungen Jahren zum George-Kreis gehörte. Sein Urgroßvater war der Chemiker Jacob Volhard, sein Großvater war der Internist Franz Volhard, seine Cousine ist die Nobelpreisträgerin Christiane Nüsslein-Volhard. Er besuchte das Musische Gymnasium in Frankfurt und den Birklehof, wo er sein Abitur ablegte. Zu seinen Schulkameraden gehörte u. a. Karl-Heinz Bohrer, der ihn in seinem Erzählband Granatsplitter (2012) porträtierte. Volhard wird dort als charismatischer und kunstsinniger Schwärmer dargestellt, der sich besonders der Lyrik Stefan Georges und Hugo von Hofmannsthals hingab. Anschließend studierte Volhard Rechtswissenschaft an der Universität Frankfurt. 1963 wurde er mit dem Thema Die Verpflichtung des Mannes aus Haushaltsgeschäften der Frau trotz fehlender Schlüsselgewalt promoviert und im gleichen Jahr als Anwalt zugelassen, 1971 dann als Notar vereidigt.
Volhard hatte sich bereits während seines aktiven Berufslebens in zahlreichen Institutionen, Stiftungen und Gremien vornehmlich aus den Bereichen Kunst, Kultur und Wissenschaft engagiert, oft in verantwortlicher Funktion als Vorsitzender oder als Mitglied des Vorstandes. Während er sich im fortgeschrittenen Alter aus dem anwaltlichen Tagesgeschäft nach und nach zurückzog, intensivierte er gleichzeitig sein Engagement für Frankfurts Kulturleben. So war er lange Jahre Vorsitzender der Binding-Kulturstiftung. Seit 1984 war er Mitbegründer und bis 2012 Mitglied des Kuratoriums der Gesellschaft der Freunde der Alten Oper in Frankfurt am Main; von 1999 bis 2004 hatte er den Vorsitz im Vorstand der Gesellschaft inne.
Weil das Probenhaus für die Frankfurter Chöre hauptsächlich auf sein Engagement zurückgeht, wurde Volhard der „Orden der Chöre“ überreicht. Als Vorsitzender des Bürgervereins Alte Stadtbibliothek setzte er sich für deren Wiederaufbau ein. Er leitete die Gontard & Metallbank-Stiftung, die alle drei Jahre den Wilhelm Merton-Preis für europäische Übersetzungen vergibt, kümmerte sich um die Organisation von Veranstaltungen des Freien Deutschen Hochstifts und wirkte in mehreren Gremien aus den Bereichen Wissenschaft und Kultur mit. Von 1991 bis 2019 war er Vorsitzender des Deutschen Hochstifts.
Volhard starb am 8. Oktober 2023. Er war verwitwet und Vater von drei Kindern.
Er war Träger des Großen Verdienstkreuzes des Verdienstordens der Bundesrepublik Deutschland und der Ehrenplakette der Stadt Frankfurt am Main.